# Ньютон (Айова)
Ньютон — город в штате Айова, США. Окружной центр округа Джаспер. Находится в центральной Айове, в 48 километрах восточнее столицы штата, города Де-Мойн. Население — 15 254 человека (2010 год). В городе располагается автодром «Айова Спидвей», молочные фермы «Мэйтэг» и проводится айовский фестиваль скульптур.

## География
По данным Бюро переписи населения США Ньютон имеет общую площадь в 28,98 квадратных километров, водных ресурсов в черте населённого пункта не имеется. Город расположен на высоте 290 метров над уровнем моря.

## История
Ньютон был основан в 1850 году и получил статус города семь лет спустя. Рост Ньютона в конце XIX века был вызван развитием угольных шахт в регионе. Первая шахта появилась в 1870-х и надолго оставалась крупнейшей в округе, производя 70 тонн угля в день. В 1886 году Уильям Снукс открыл шахтный ствол рядом с городом. В начале XX века крупная угледобыча снизилась, в округе осталось несколько шахт, продолжавших работать с перерывами.
Начавшееся производство стиральных машин в начале XX века дало мощный толчок к развитию промышленности. В 1911 году было построено здание суда округа Джаспер.
В 1938 году после начала забастовки на заводе по производству стиральных машин «Мэйтэг» в городе было введено военное положение. Губернатор штата Нельсон Крейшл отдал приказ Национальной Гвардии Айовы быть готовой защищать здание компании с использованием танков и пулемётов. С помощью 113-го кавалерийского полка забастовка была подавлена, а рабочие были вынуждены вернуться к производству с десятипроцентным сокращением заработной платы.
После завершения Второй мировой войны компания по производству стиральных машин «Мэйтэг» расширила свою работу в городе и превратилась в корпорацию. Однако, в 2001 году начались масштабные сокращения работников в пользу новых заводов в Мексике. Увольнения продолжались четыре года, а поглощение «Мэйтэга» компанией «Уирпул» поставило под вопрос дальнейшее пребывание корпорации в Ньютоне. 10 мая 2006 года было объявлено о сворачивании производства в октябре следующего года. В этот момент на заводах работала тысяча человек, а в офисах ещё восемьсот. В январе 2007 года «Уирпул» сообщил о продаже зданий компании «Айова Телеком». Несмотря на то, что финансовые детали сделки компаниями не разглашались, министерство экономического развития города объявило о том, что за здания, оцениваемые более чем в 12 миллионов долларов, «Айова Телеком» заплатила полтора миллиона.
После закрытия производства 25 октября 2007 года, местное правительство начало разработку плана по диверсификации экономики Ньютона. Безработица в городе взлетела до 10 %, в результате чего, в 2010 году округ Джаспер имел наибольший процент безработицы среди 99 округов штата — 8,2 %. Но за следующие четыре года безработица в Ньютоне упала до 5 %. Несмотря на уход корпорации из города, население стабильно колеблется на уровне 15 000 жителей — значении, установившемся с начала 1960-х.
В 2008 году было объявлено о приходе в город компании, занимающейся производством ветрогенераторов. 22 апреля 2009 года, в день Земли, президент США Барак Обама посетил один из заводов и заявил о вступлении Америки в новую эру освоения энергии.
В 2012 году городской совет Ньютона утвердил комплексный план «Будущее Ньютона». План был составлен при участии жителей и отражает цели города на будущее. Согласно плану, главными целями являются: увеличение населения, в особенности, ориентация на молодые семьи; расширение возможностей трудоустройства; заполнение пустующих зданий и другое.

## Искусство и культура
Начиная с 2002 года в городе проходит ежегодный айовский фестиваль скульптур. Целью проведения фестиваля является развитие скульптуры как вида искусства и выставки как местных, так и международных художников.
Каждое лето Ньютон принимает фестиваль блюза «Bowlful of Blues», на котором выступают артисты со всей страны.
В городе действуют два исторических кинотеатра. Кинотеатр для автомобилистов под открытым небом, один из четырёх в Айове, открыт в 1948 году и является старейшим в своём роде. Второй кинотеатр находится в историческом центре города и действует с 1927 года.

## Спорт
В Ньютоне располагается гоночная трасса «Айова Спидвей», ежегодно принимающая гонки серий NASCAR, IRL IndyCar и других.

## Демография
По данным переписи населения 2010 года в городе проживало 15 254 человек, насчитывалось 6 668 домашних хозяйств и 4 047 семей. Средняя плотность населения составляла 526 человек на один квадратный километр. Расовый состав округа по данным переписи распределился следующим образом: 96,7 % белых, 0,7 % чёрных или афроамериканцев, 0,3 % коренных американцев, 0,6 % азиатов, 1,2 % смешанных рас, 0,4 % — других народностей. Испано- и латиноамериканцы составили 1,7 % от всех жителей округа.
Из 6 668 домашних хозяйств в 28,0 % — воспитывали детей в возрасте до 18 лет, 44,6 % представляли собой совместно проживающие супружеские пары, в 11,5 % семей женщины проживали без мужей, в 4,6 % семей мужчины проживали без жён, а 39,3 % не имели семей. 34,6 % от общего числа семей на момент переписи жили самостоятельно, при этом 15,9 % составили одинокие пожилые люди в возрасте 65 лет и старше. Средний размер домашнего хозяйства составил 2,24 человек, а средний размер семьи — 2,85 человек.
Население округа по возрастному диапазону по данным переписи 2010 года распределилось следующим образом: 22,7 % — жители младше 18 лет, 7,8 % — между 18 и 24 годами, 23,8 % — от 25 до 44 лет, 26,4 % — от 45 до 64 лет и 19,3 % — в возрасте 65 лет и старше. Средний возраст жителей округа составил 41,6 года. В городе проживает 47,8 % мужчин и 52,2 % женщин.
По данным переписи населения 2000 года средний доход на одно домашнее хозяйство в округе составил 40 345 долларов США, а средний доход на одну семью в округе — 49 977 долларов. При этом мужчины имели средний доход в 37 248 долларов США в год против 22 631 долларов США среднегодового дохода у женщин. Доход на душу населения в округе составил 20 552 долларов США в год. 4,8 % от всего числа семей в округе и 6,8 % от всей численности населения находилось на момент переписи населения за чертой бедности, при этом 8,0 % из них были моложе 18 лет и 6,4 % — в возрасте 65 лет и старше.